# Plot (natation)

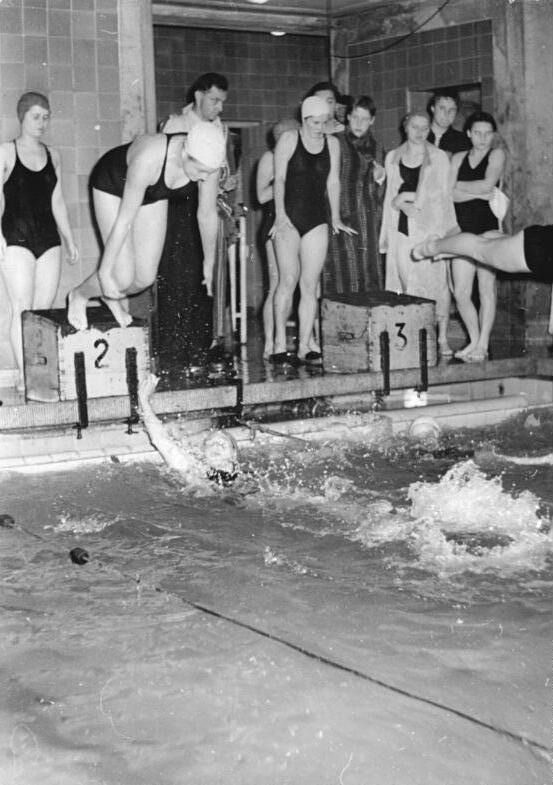
Plots en bois dans une piscine de Leipzig, en 1956.

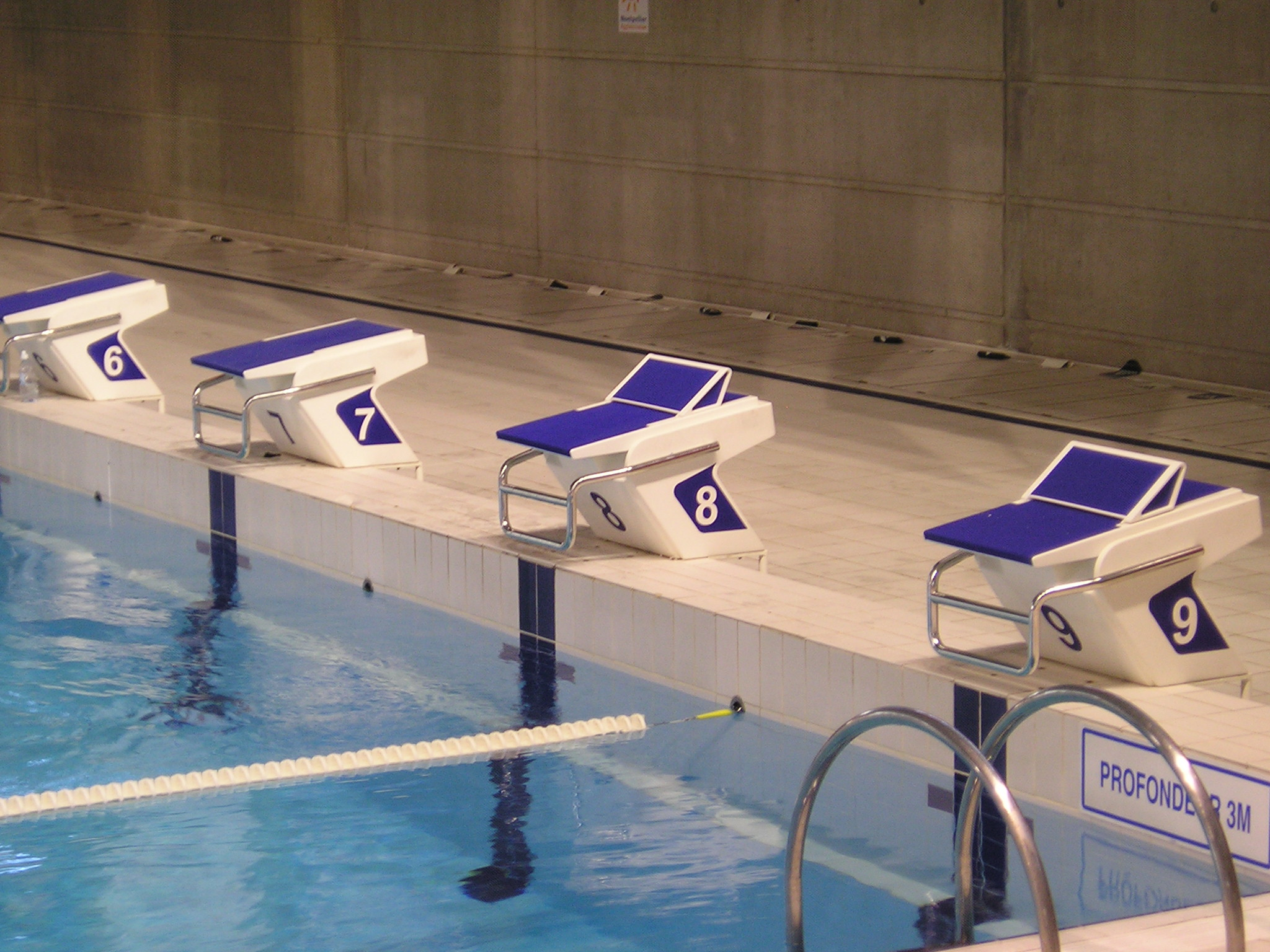
Plots de départ pour les compétitions nationales et internationales dans les années 2000. Au premier plan, les plans inclinés permettent de placer le pied arrière ; ils sont autorisés par la FINA à partir de janvier 2010.

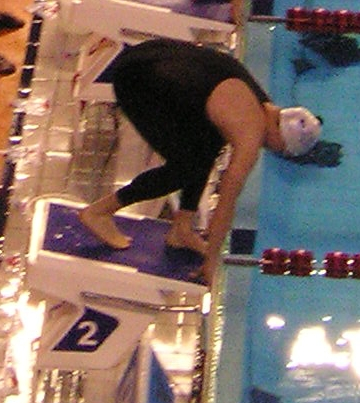
Position de départ sur un plot.

En natation sportive, le plot est une plate-forme d'où le nageur effectue le plongeon de départ d'une course. Il dispose également de deux barres métalliques horizontales parallèle, nommées « étriers », pour les départs en dos crawlé.

## Règlement
Sur le plot de départ, le concurrent doit avoir un pied en avant et poser ses mains comme il le souhaite.
La Fédération internationale de natation (FINA) détermine les dimensions du plot. Dans les années 2000, il doit mesurer au moins cinquante centimètres de côté, être recouvert d'un matériau antidérapant. Il ne doit pas apporter une aide au départ (pas de tremplin, pente de moins de dix pour cent). Sa surface doit se situer de cinquante à soixante-quinze centimètres de la surface de l'eau. Côté bassin, des poignées métalliques sont fixées au plot pour le départ des courses de dos.
Les plots sont numérotés, avec le couloir n°1 indiqué à droite en faisant face à la piscine et derrière le départ. Les piscines de compétition comprennent des plots numérotés de 0 à 9, mais ce sont les numéros 1 à 8 qui servent en course.
En compétition, la montée des nageurs sur le plot et leur prise de position sont réglées par les coups de sifflets d'un arbitre.

## Historique
Après en avoir reporté l'introduction depuis 2008, la FINA autorise l'utilisation d'un plan incliné à partir du 1er janvier 2010. Il permet de placer le pied arrière comme sur un starting-block en athlétisme.